# Toyota Supra (2019)
La Toyota Supra (chiamata anche Toyota GR Supra, Toyota Supra A90 o Toyota Supra V) è un'autovettura sportiva prodotta dalla casa automobilistica giapponese Toyota a partire dal marzo 2019.

## Storia e sviluppo

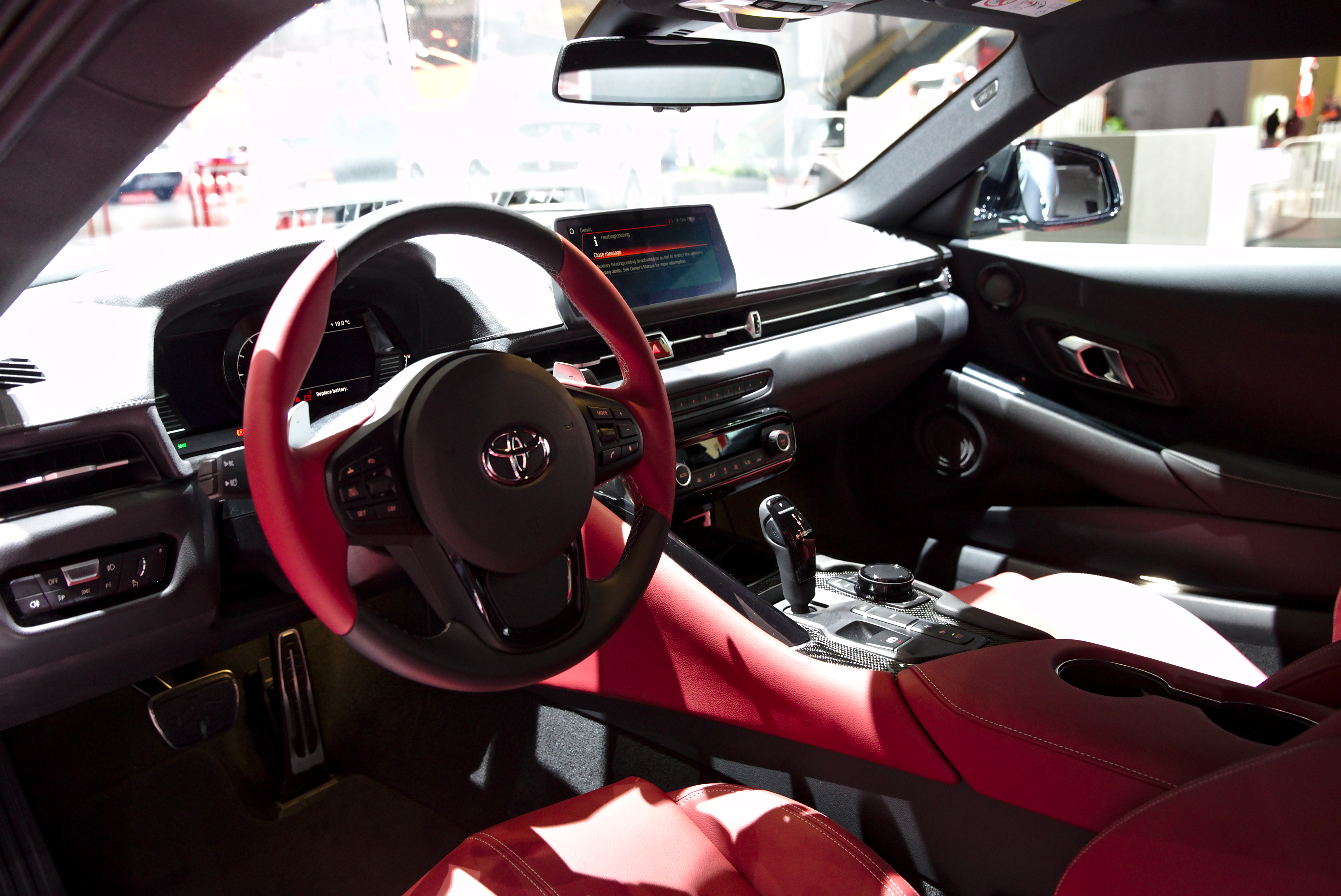
Vista degli interni

La vettura riprende il nome dell'omonima coupé prodotta dalla Toyota dal 1979 al 2002. Viene assemblata a Graz in Austria, negli stabilimenti della Magna Steyr.
La vettura è stata sviluppata attraverso una joint venture tra la BMW e la casa nipponica. Partendo dalla piattaforma BMW CLAR, le due case in sinergia hanno deciso di realizzare un modello sportivo dalle dimensioni compatte, con caratteristiche e componenti condivise seguendo lo schema meccanico motore anteriore/longitudinale e trazione posteriore, con abitacolo a due posti secchi.

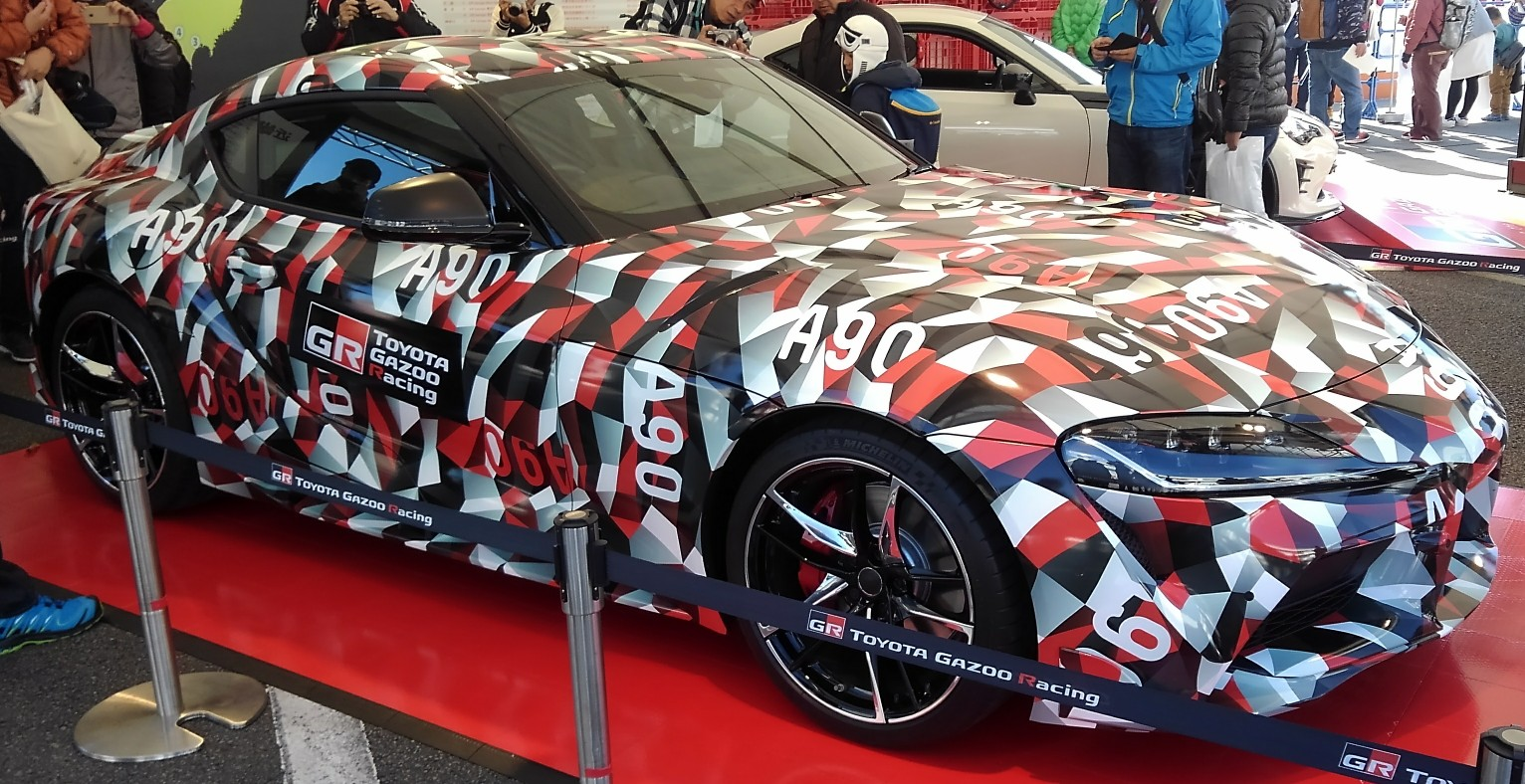
Un esemplare camuffato preserie

La collaborazione tra le due aziende si è concretizzata il 24 gennaio 2013, portando alla progettazione di una nuova piattaforma condivisa per auto sportive, su cui la casa tedesca avrebbe realizzato una spider con tetto in tela (terza serie della BMW Z4) e la casa giapponese una coupé dal tetto rigido (erede dell'originaria Toyota Supra). Per preservare la tradizione del modello originale, anche la GR Supra adotta un motore a 6 cilindri in linea, ma diversamente dalle antenate non viene fabbricato dalla Toyota, ma bensì è di origine BMW.

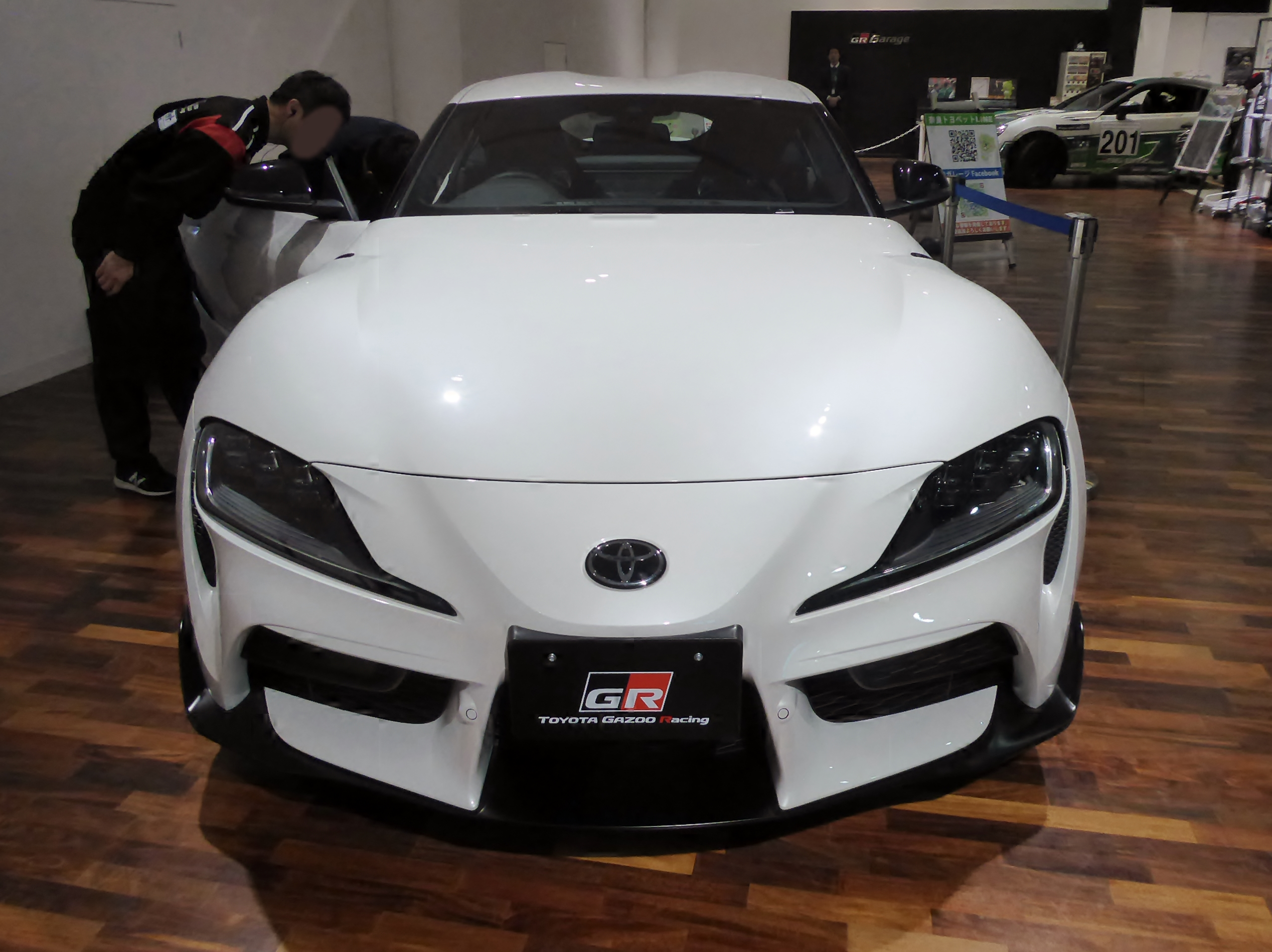
Dettaglio del frontale

Prima della presentazione ufficiale del modello, la Toyota ha presentato varie concept car della vettura per anticiparne alcuni contenuti, come il design della carrozzeria. Una prima concept car molto vicina al modello di serie chiamata GR Supra concept, è stato presentato al Salone di Ginevra nel 2018. La versione definitiva, ma ancora in stadio prototipale e con pesanti camuffature, ha debuttato l'11 luglio 2018 al Goodwood Festival of Speed nel Regno Unito. La versione definitiva di produzione ha esordito il 14 gennaio 2019 al Salone di Detroit, dove viene svelato anche il nome ufficiale, Toyota GR Supra, con la sigla GR che fa riferimento al reparto sportivo della casa Gazoo Racing.
Il primo esemplare uscito dalle linee di produzione nel gennaio 2019 è stato messo all'asta a un prezzo di 2,1 milioni di dollari, con il 100% del denaro ricavato destinato all'American Heart Association e alla Bob Woodruff Foundation. L'auto dell'asta si caratterizza per un colore esterno grigio opaco, unico che non viene offerto sulla Supra standard, così come gli interni di colore rosso, specchietti retrovisori rossi e la firma del CEO di Toyota Akio Toyoda sul cruscotto.

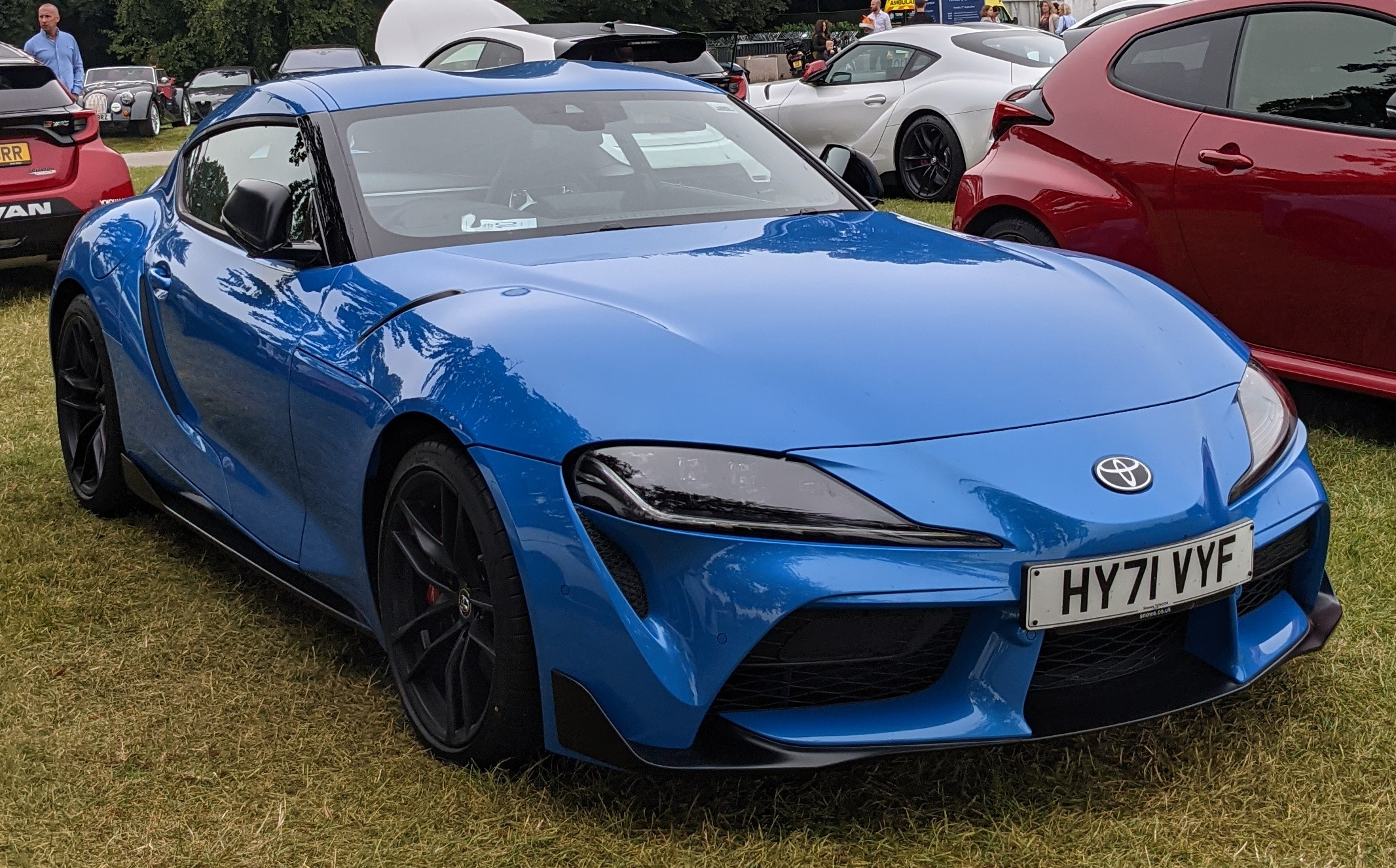
Supra Jarama Race Track Edition

Nel 2021 viene presentata la Jarama Racetrack Edition, un'edizione limitata basata sulla versione col sei cilindri in linea 3.0 litri da 340 CV, che si caratterizza per il colore Horizon Blue e interni in Alcantara.

## Specifiche
La Supra condivide gran parte della componentistica BMW con la sorella Z4, come i motori, il cambio, la meccanica e alcuni elementi interni come la console centrale; ma si differenzia da quest'ultima per la carrozzeria coupé con tetto rigido, per il volante, sedili, plancia, cruscotto e per la taratura delle assetto e delle sospensioni, più rigida e sportiva per la Supra, più morbida e turistica per la Z4.
La strumentazione è al 100% digitale ed è composta da due pannelli dalla eguale diagonale di 8,8 pollici, uno posto sulla sommità della console centrale e uno dalla stessa dimensione nel quadro strumenti.

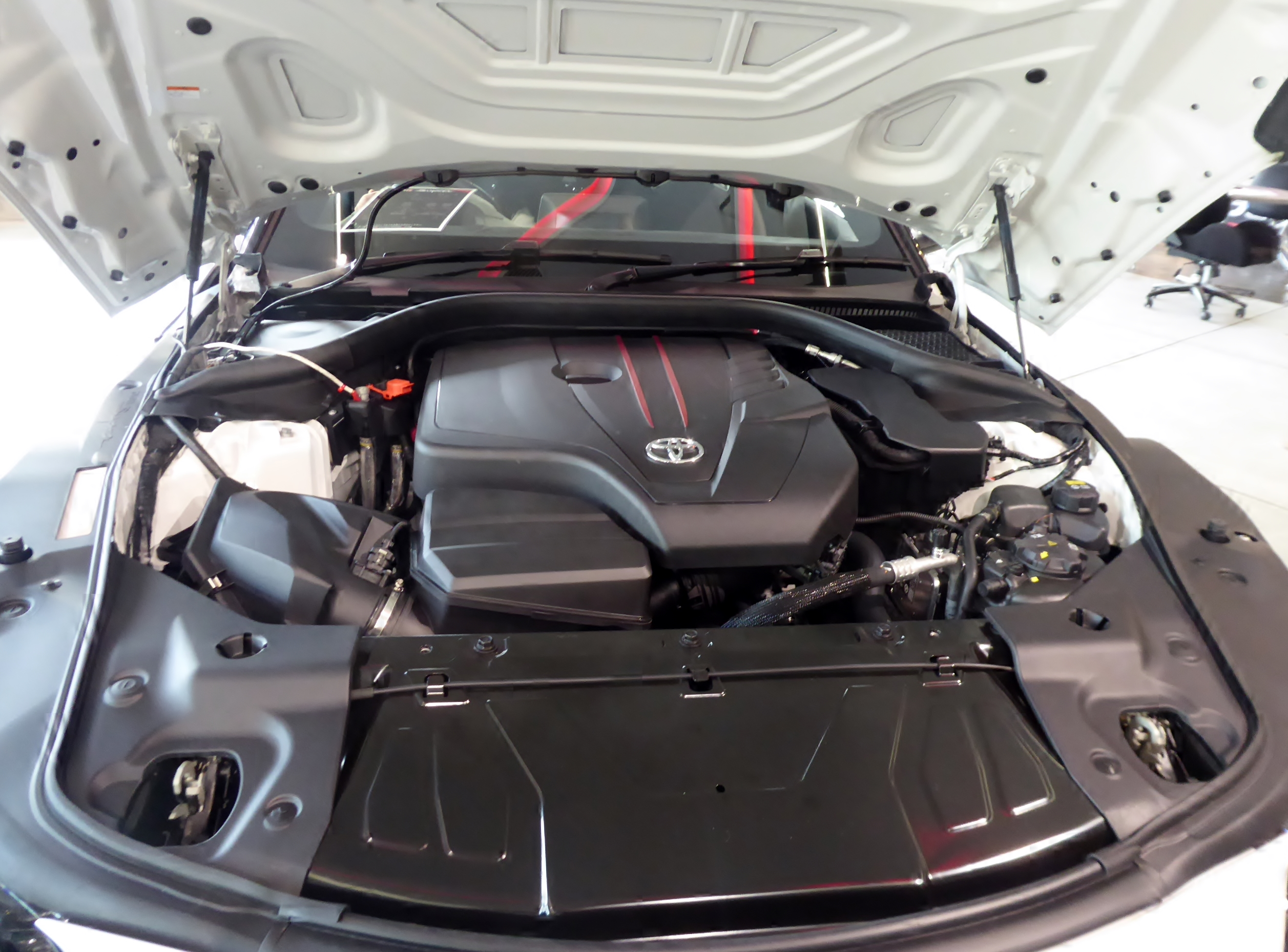
Vano motore della versione SR-Z con il 4 cilindri da 2,0 litri

La Supra monta cerchi in lega forgiati da 18 o 19 pollici con pneumatici Michelin Pilot Super Sport (rispettivamente 255/35 275/35 all'anteriore e al posteriore) e un sistema frenante della Brembo con pinze all'anteriore a quattro pistoncini.
Il peso è equamente ripartito tra gli assi con un bilanciamento 50/50.
Al debutto la Supra è equipaggiata con due motori di origine BMW, tutti dotati di sovralimentazione mediante turbocompressore: un 2,0 litri a quattro cilindri in linea B48B20 e un 3,0 litri a sei cilindri in linea B58B30. Il motore da 2,0 litri è disponibile con due livelli di potenza da 197 CV e 320 Nm o 258 CV e 400 Nm, mentre il motore da 3,0 litri ha una potenza di 340 CV. Entrambe le motorizzazioni sono abbinate a un cambio automatico ZF a 8 velocità. In seguito a febbraio 2020, nel mercato nordamericano, viene introdotto un ulteriore step di potenza per il 3.0 da 387 CV.
A giugno 2022 viene presentata una versione che accoppia il motore B58 da 3.0 litri con 340 CV ad un cambio manuale a 6 rapporti specificatamente sviluppato in collaborazione con ZF.

## Motorizzazioni
|                               | GR Supra 2.0            | GR Supra 3.0            |
| ----------------------------- | ----------------------- | ----------------------- |
| Motore                        | 4 cilindri in linea     | 6 cilindri in linea     |
| Cilindrata (cm³)              | 1998                    | 2998                    |
| Potenza CV (kW)               | 258 (190)               | 340 (250)               |
| Coppia (Nm)                   | 400                     | 495                     |
| Cambio                        | ZF automatico a 8 marce | ZF automatico a 8 marce |
| Cambio                        | ZF automatico a 8 marce | ZF manuale a 6 marce    |
| Velocità massima (km/h)       | 250                     | 250                     |
| 0-100 km/h (secondi)          | 5,2                     | 4,3                     |
| Consumo misto (l/100 km)      | 7,3                     | 7,5                     |
| Emissioni di CO2 (g/km)       | 167                     | 170                     |
| Peso in ordine di marcia (kg) | 1395                    | 1450/1495               |

## Versioni speciali

### GR Supra GT4 50 Edition
Presentata agli inizi di marzo 2022, la GT4 50 Edition è una versione speciale omologata esclusivamente per l’utilizzo in pista, caratterizza da un kit aerodinamico, roll-bar e modifiche al 3 litri potenziato fino ad erogare 430 CV. La produzione è prevista in soli 6 esemplari, due ciascuno per il mercato asiatico, europeo e americano.

## Riconoscimenti
- Volante d'Oro 2019[11][12]